# 玉村康三郎
玉村 康三郎（たまむら こうざぶろう、1856年 - 1923年12月20日）は、明治時代の写真家。

## 経歴
1856年（安政3年江戸に生まれる）1868年（明治元年）金丸源三から写真術を学び始め、1875年（明治7年）独立して東京浅草で写真スタジオを開業。1877年（明治9年）横浜弁天通一丁目に移転、｢写真師並写真画売込商・玉村写真館｣と称した。
1897年（明治29年）から翌年にかけてボストンの出版社 J. B. ミレット（J. B. Millet）の依頼で、100万枚とも言われる日本の名勝・風俗の彩色写真の生産を行った。この写真は、岡倉天心によるエッセイ、小川一真のコロタイプ製版写真と併せ、"Japan"と題した豪華アルバムシリーズとして発売された。